# Gira Autoterapia
Gira Autoterapia es el nombre de la gira de conciertos del grupo madrileño IZAL, la cual formó parte de la promoción de su penútlimo disco en el mercado: Autoterapia (publicado en marzo de 2018).
Las primeras fechas anunciadas, que suponían conciertos en festivales y eventos culturales, fueron confirmadas por el grupo musical a través de sus redes sociales en abril de 2018. La segunda tanda de fechas se anunció en redes sociales en octubre de ese mismo año, e incluía más conciertos propios y  menores citas en festivales.
La tercera y última tanda de fechas se anunció en septiembre de 2019 bajo el nombre El Final del Viaje, e incluía conciertos en las principales ciudades españolas. Prácticamente todas las ciudades anunciadas doblaron sus citas, a excepción de Barcelona, Zaragoza y Baracaldo. Sin embargo, la celebración de esta última tanda de conciertos se vio empañada por la pandemia de COVID-19 que azotó con ahínco el continente europeo, debiendo cancelar las fechas de Murcia, Baracaldo, Valencia y Madrid.

## Repertorio
A continuación se expone el repertorio del concierto celebrado el pasado 11 de enero de 2020 en el Pabellón Insular Santiago Martín de La Laguna:
1. La increíble historia del hombre que podía volar pero no sabía cómo.
2. Ruido blanco.
3. Copacabana.
4. Despedida.
5. Agujeros de gusano.
6. Asuntos delicados.
7. El pozo.
8. Los seres que me llenan.
9. Qué bien.
10. Magia y efectos especiales.
11. Pánico práctico.
12. Pequeña gran revolución.
13. Variables.
14. Temas amables.
15. El temblor.
16. Hambre.
17. Tu continente.
18. Palos de ciego.
19. Autoterapia.
20. La mujer de verde.
21. El baile.
22. Bill Murray.

## Fechas
| Primera etapa: Festivales.                                                                    |                          |             |                                                     |
| 6 de marzo de 2018                                                                            | Madrid                   | España      | Museo Nacional Thyssen-Bornemisza                   |
| 18 de marzo de 2018                                                                           | Madrid                   | España      | La Casa Encendida                                   |
| 19 de abril de 2018                                                                           | Ciudad de México         | México      | Lunario del Auditorio Nacional                      |
| 21 de abril de 2018                                                                           | Monterrey                | México      | Parque Fundidora                                    |
| 5 de mayo de 2018                                                                             | Murcia                   | España      | Recinto ferial de La Fica                           |
| 11 de mayo de 2018                                                                            | Calviá                   | España      | Recinto Antiguo Aquapark                            |
| 18 de mayo de 2018                                                                            | Madrid                   | España      | Museo Nacional Reina Sofía                          |
| 19 de mayo de 2018                                                                            | Granada                  | España      | Recinto Cortijo del Conde                           |
| 26 de mayo de 2018                                                                            | Alicante                 | España      | Puerto de Alicante                                  |
| 2 de junio de 2018                                                                            | Tudela                   | España      | Paseo del Prado                                     |
| 3 de junio de 2018                                                                            | Arona                    | España      | Playa de las Américas                               |
| 12 de junio de 2018                                                                           | Madrid                   | España      | Sala But                                            |
| 13 de junio de 2018                                                                           | Madrid                   | España      | Teatros Luchana                                     |
| 15 de junio de 2018                                                                           | La Roda                  | España      | Recinto ferial de La Roda                           |
| 4 de julio de 2018                                                                            | Valencia                 | España      | Jardines de Viveros                                 |
| 6 de julio de 2018                                                                            | Torre del Mar            | España      | Paseo de Poniente                                   |
| 7 de julio de 2018                                                                            | Caldas de Reyes          | España      | Parque Carballeira                                  |
| 14 de julio de 2018                                                                           | Barcelona                | España      | Parc del Fórum                                      |
| 19 de julio de 2018                                                                           | Benicasim                | España      | Recinto de Conciertos                               |
| 20 de julio de 2018                                                                           | Cádiz                    | España      | Puerto de la Bahía de Cádiz                         |
| 21 de julio de 2018                                                                           | Badajoz                  | España      | Alcazaba de Badajoz                                 |
| 29 de julio de 2018                                                                           | Benidorm                 | España      | Estadio municipal Guillermo Amor                    |
| 4 de agosto de 2018                                                                           | Santander                | España      | Campa de La Magdalena                               |
| 11 de agosto de 2018                                                                          | Aranda de Duero          | España      | Escenario Ribera del Duero                          |
| 18 de agosto de 2018                                                                          | Almería                  | España      | Recinto ferial de Almería                           |
| 25 de agosto de 2018                                                                          | Tabernes de Valldigna    | España      | Playa de Tabernes de Valldigna                      |
| 8 de septiembre de 2018                                                                       | Madrid                   | España      | Facultad de CC.II.-UCM                              |
| 16 de septiembre de 2018                                                                      | Oviedo                   | España      | Plaza de la Catedral                                |
| 21 de septiembre de 2018                                                                      | Lorca                    | España      | Jardines de Lorca                                   |
| 22 de septiembre de 2018                                                                      | Salamanca                | España      | Multiusos Sánchez Paraíso                           |
| 29 de septiembre de 2018                                                                      | Las Palmas               | España      | Institución Ferial de Canarias                      |
| 7 de octubre de 2018                                                                          | Zaragoza                 | España      | Espacio Zity Valdespartera                          |
| 13 de octubre de 2018                                                                         | Benalmádena              | España      | Recinto ferial de Los Nadales                       |
| 20 de octubre de 2018                                                                         | Madrid                   | España      | Puerta de los Leones del Congreso                   |
| 27 de octubre de 2018                                                                         | Madrid                   | España      | Sala Joy Eslava                                     |
| 31 de octubre de 2018                                                                         | Madrid                   | España      | Teatro Circo Price                                  |
| 13 de noviembre de 2018                                                                       | Madrid                   | España      | Palacio de la Prensa                                |
| 1 de diciembre de 2018                                                                        | Valladolid               | España      | Feria de Muestras de Valladolid                     |
| 6 de febrero de 2019                                                                          | Buenos Aires             | Argentina   | The Roxy La Viola Bar                               |
| 9 de febrero de 2019                                                                          | Córdoba                  | Argentina   | Aeródromo Santa María de Punilla                    |
| Segunda etapa: Conciertos propios + Festivales.                                               |                          |             |                                                     |
| 23 de febrero de 2019                                                                         | La Coruña                | España      | Coliseum da Coruña                                  |
| 7 de marzo de 2019                                                                            | Dublín                   | Irlanda     | The Button Factory                                  |
| 9 de marzo de 2019                                                                            | Londres                  | Reino Unido | The Grand                                           |
| 10 de marzo de 2019                                                                           | Londres                  | Reino Unido | The Grand                                           |
| 16 de marzo de 2019                                                                           | Zúrich                   | Suiza       | Mascotte                                            |
| 30 de marzo de 2019                                                                           | Pamplona                 | España      | Navarra Arena                                       |
| 5 de abril de 2019                                                                            | Madrid                   | España      | WiZink Center                                       |
| 6 de abril de 2019                                                                            | Madrid                   | España      | WiZink Center                                       |
| 12 de abril de 2019                                                                           | Barcelona                | España      | Poble Espanyol                                      |
| 13 de abril de 2019                                                                           | Valencia                 | España      | Plaza de Toros de Valencia                          |
| 27 de abril de 2019                                                                           | Granada                  | España      | Palacio municipal de deportes de Granada            |
| 2 de mayo de 2019                                                                             | Murcia                   | España      | Recinto ferial de La Fica                           |
| 18 de mayo de 2019                                                                            | Querétaro                | México      | Antiguo Aeropuerto de Querétaro                     |
| 24 de mayo de 2019                                                                            | Palma de Mallorca        | España      | Teatre Lloseta                                      |
| 25 de mayo de 2019                                                                            | Palma de Mallorca        | España      | Teatre Lloseta                                      |
| 1 de junio de 2019                                                                            | Guadalajara              | México      | Casa Victoria                                       |
| 5 de junio de 2019                                                                            | Ciudad de México         | México      | SALA                                                |
| 15 de junio de 2019                                                                           | Sevilla                  | España      | Auditorio Rocío Jurado                              |
| 20 de junio de 2019                                                                           | Barcelona                | España      | Jardins de Pedralbes                                |
| 22 de junio de 2019                                                                           | Logroño                  | España      | Palacio de los Deportes de La Rioja                 |
| 28 de junio de 2019                                                                           | Orense                   | España      | Explanada Expourense                                |
| 29 de junio de 2019                                                                           | Valladolid               | España      | Feria de Muestras de Valladolid                     |
| 6 de julio de 2019                                                                            | Sagunto                  | España      | Espai La Nau - Port de Sagunt                       |
| 12 de julio de 2019                                                                           | Lisboa                   | Portugal    | Passeio Marítimo de Algés                           |
| 20 de julio de 2019                                                                           | Ponferrada               | España      | Estadio de Atletismo Colomán Trabado                |
| 27 de julio de 2019                                                                           | Gijón                    | España      | Explanada de la Escuela Superior de la Marina Civil |
| 2 de agosto de 2019                                                                           | Chiclana de la Frontera  | España      | Poblado de Sancti Petri                             |
| 3 de agosto de 2019                                                                           | Fuengirola               | España      | Marenostrum Castle Park                             |
| 30 de agosto de 2019                                                                          | Cuenca                   | España      | Plaza de Toros de Cuenca                            |
| 31 de agosto de 2019                                                                          | Albacete                 | España      | Plaza de Toros de Albacete                          |
| 7 de septiembre de 2019                                                                       | Baza                     | España      | Campo de fútbol de Baza                             |
| 20 de septiembre de 2019                                                                      | Mérida                   | España      | Teatro Romano de Mérida                             |
| 21 de septiembre de 2019                                                                      | Lugo                     | España      | Pazo de Feiras e Congresos                          |
| 28 de septiembre de 2019                                                                      | Alcalá de Henares        | España      | Recinto Amurallado del Palacio Arzobispal           |
| 11 de octubre de 2019                                                                         | Córdoba                  | España      | Teatro de la Axerquía                               |
| 19 de octubre de 2019                                                                         | Alicante                 | España      | Plaza de toros de Alicante                          |
| 25 de octubre de 2019                                                                         | Berlín                   | Alemania    | Bi Nuu                                              |
| 26 de octubre de 2019                                                                         | París                    | Francia     | Pan Piper                                           |
| 21 de diciembre de 2019                                                                       | Valle de Arán            | España      | Estación de Esquí de Baqueira Beret                 |
| 10 de enero de 2020                                                                           | Las Palmas               | España      | Gran Canaria Arena                                  |
| 11 de enero de 2020                                                                           | La Laguna                | España      | Pabellón Insular Santiago Martín                    |
| Tercera etapa: El Final del Viaje.                                                            |                          |             |                                                     |
| 21 de febrero de 2020                                                                         | Granada                  | España      | Palacio municipal de deportes de Granada            |
| 22 de febrero de 2020                                                                         | Granada                  | España      | Palacio municipal de deportes de Granada            |
| 29 de febrero de 2020                                                                         | Barcelona                | España      | Palau Sant Jordi                                    |
| 7 de marzo de 2020                                                                            | Zaragoza                 | España      | Pabellón Príncipe Felipe                            |
| Cuarta etapa: Pequeña Gran Gira (conciertos íntimos o con medidas de distanciamiento social). |                          |             |                                                     |
| 1 de agosto de 2020                                                                           | Barcelona                | España      | Estadi Camp Nou                                     |
| 5 de agosto de 2020                                                                           | Alicante                 | España      | Puerto de Alicante                                  |
| 6 de agosto de 2020                                                                           | Alicante                 | España      | Puerto de Alicante                                  |
| 8 de agosto de 2020                                                                           | Cosquín Rock             | España      | Concierto Online                                    |
| 10 de agosto de 2020                                                                          | Valencia                 | España      | Explanada Veles e Vents-La Marina                   |
| 11 de agosto de 2020                                                                          | Valencia                 | España      | Explanada Veles e Vents-La Marina                   |
| 13 de agosto de 2020                                                                          | Madrid                   | España      | Sala La Riviera                                     |
| 14 de agosto de 2020                                                                          | Aranda de Duero          | España      | Recinto ferial de Aranda de Duero                   |
| 27 de agosto de 2020                                                                          | Medellín                 | España      | Teatro Romano de Medellín                           |
| 29 de agosto de 2020                                                                          | Figueras                 | España      | Parque de las Aguas                                 |
| 3 de septiembre de 2020                                                                       | Madrid                   | España      | WiZink Center                                       |
| 5 de septiembre de 2020                                                                       | San Fernando             | España      | Aparcamiento Bahía Sur                              |
| 6 de septiembre de 2020                                                                       | Sevilla                  | España      | CAAC                                                |
| 16 de septiembre de 2020                                                                      | Calviá                   | España      | Recinto Antiguo Aquapark                            |
| 17 de septiembre de 2020                                                                      | Calviá                   | España      | Recinto Antiguo Aquapark                            |
| 19 de septiembre de 2020                                                                      | Tarragona                | España      | Camp de Mart                                        |
| 26 de septiembre de 2020                                                                      | Pamplona                 | España      | Navarra Arena                                       |
| Tercera etapa: El (Pequeño Gran) Final del Viaje.                                             |                          |             |                                                     |
| 18 de junio de 2021                                                                           | Madrid                   | España      | WiZink Center                                       |
| 19 de junio de 2021                                                                           | Madrid                   | España      | WiZink Center                                       |
| 26 de junio de 2021                                                                           | Fuengirola               | España      | Marenostrum Castle                                  |
| 28 de junio de 2021                                                                           | Burgos                   | España      | Estadio municipal de El Plantío                     |
| 3 de julio de 2021                                                                            | Albacete                 | España      | Plaza de Toros de Albacete                          |
| 4 de julio de 2021                                                                            | Valencia                 | España      | Estadi Ciutat de València                           |
| 10 de julio de 2021                                                                           | Barcelona                | España      | Parc del Fòrum                                      |
| 17 de julio de 2021                                                                           | Benicàssim               | España      | Recinto FIB                                         |
| 23 de julio de 2021                                                                           | Murcia                   | España      | Estadio Enrique Roca                                |
| 24 de julio de 2021                                                                           | Murcia                   | España      | Estadio Enrique Roca                                |
| 29 de julio de 2021                                                                           | Gijón                    | España      | Estadio El Molinón                                  |
| 30 de julio de 2021                                                                           | Santiago de Compostela   | España      | Auditorio Monte do Gozo                             |
| 31 de julio de 2021                                                                           | Madrid                   | España      | Estadio Wanda Metropolitano                         |
| 12 de agosto de 2021                                                                          | Alicante                 | España      | Puerto de Alicante                                  |
| 13 de agosto de 2021                                                                          | Alicante                 | España      | Puerto de Alicante                                  |
| 20 de agosto de 2021                                                                          | Tavernes de la Valldigna | España      | Playa de Tavernes de la Valldigna                   |
| 21 de agosto de 2021                                                                          | Tavernes de la Valldigna | España      | Playa de Tavernes de la Valldigna                   |
| 27 de agosto de 2021                                                                          | Granada                  | España      | Recinto Cortijo del Conde                           |
| 28 de agosto de 2021                                                                          | Cádiz                    | España      | Antigua estación de tren de Cádiz                   |
| 4 de septiembre de 2021                                                                       | Vitoria                  | España      | Fernando Buesa Arena                                |
| 7 de septiembre de 2021                                                                       | Salamanca                | España      | Campo de fútbol Puente Ladrillo                     |
| 9 de septiembre de 2021                                                                       | Santander                | España      | Plaza de Toros de Santander                         |
| 10 de septiembre de 2021                                                                      | Bilbao                   | España      | Bilbao Arena                                        |
| 18 de septiembre de 2021                                                                      | Sevilla                  | España      | CAAC                                                |
| 25 de septiembre de 2021                                                                      | Madrid                   | España      | Recinto Cantarranas UCM                             |
| 29-31 de julio de 2022                                                                        | Benidorm                 | España      | Ciudad deportiva Guillermo Amor                     |